# Сима Е
Сима Е (спрощ.: 司馬鄴; піньїнь: Sima Ye; 300 —7 лютого 318) — 4-й китайський імператор з династії Цзінь у 313–316 роках.

## Життєпис

### Молоді роки
Походив з імператорського роду Сима. Був сином Сима Яна, князя У, онуком імператора Сима Яня. 291 року його всиновив Сима Цзян, князь Цін. Після захоплення військами Північної Хань столиці імперії, Лояна, Сима Е встиг утекти на схід. Там він приєднався до військ своїх дядів Сюн Фана та Сюн Чжу. Останні вирішили висунути Сима Е як претендента на трон (в умовах того, що імператор Сима Чі перебував у полоні). Вони спочатку відвоювали місто Чанань (став новою столицею), а восени 312 року оголосили Сима Е спадкоємцем трону. Отримавши у 313 року звістку про страту Сима Чі Сима Е було оголошено новим імператором під ім'ям Мін-ді.

### Правління
Незважаючи на спроби уряду Сима Е відновити порядок у країні, становище імперії залишалося складним. Посилювалась загроза з боку царства Північна Хань. Водночас посилився сепаратизм з боку Сима Бао, князя Наньяна, та Сима Жуя, князя Лан'е. 314 року вдалось відбити напад Північної Хань на столицю Чанань, проте небезпека залишалася суттєвою. Князі з роду Сима не надали імператорові допомоги. 315 року Сима Бао спробував взяти під контроль Мін-ді, але марно.
316 року армія Лю Яо, військовика Північної Хань, знову вторглась до Китаю. Вони розбили війська Цзінь та взяли в облогу Чанань. Зрештою, внаслідок нестачі харчів Сима Е здався ворогові. Його доставили до володаря Північної Хань — Лю Цуна, який надав Сима Е титул хоу (на кшталт маркиза). Згодом після багатьох образ і принижень 7 лютого 318 року колишнього імператора було страчено.